# Affaires du voile islamique

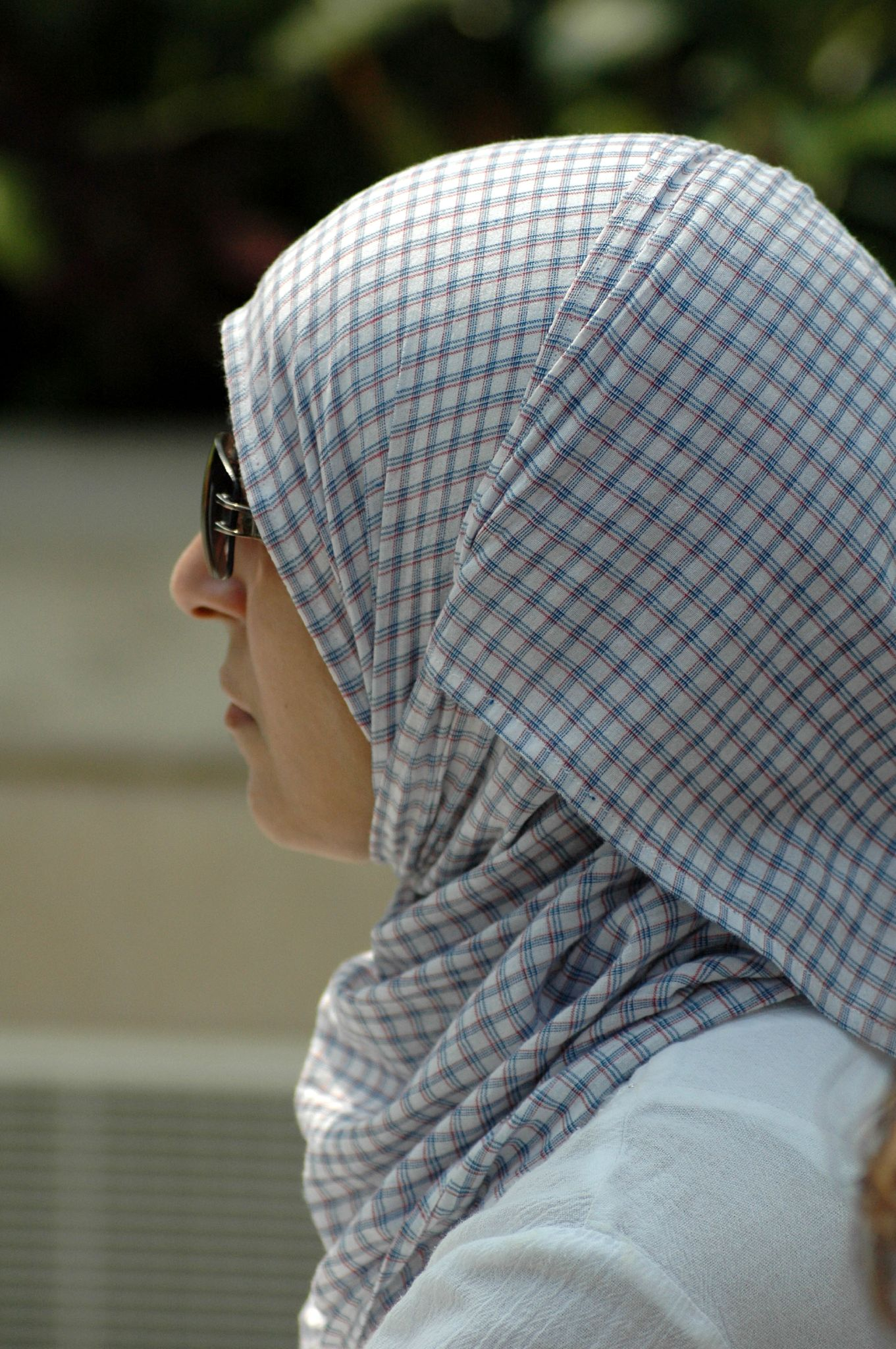
Femme couverte d'un hidjab à Liverpool.

Les affaires du voile islamique sont les circonstances entourant le port du voile islamique par certaines femmes musulmanes en public où dans les sociétés laïques. En France, les conflits se cristallisent souvent autour des signes ostentatoires religieux dans le domaine public, la réglementation s’élabore par petites touches, au fur et à mesure que se construit la jurisprudence dans les tribunaux. Les pays comme la Turquie, le Liban et la Tunisie sont réputés pour être les moins conservateurs dans le monde musulman ; il n’y a pas de pression concernant le voile dans ces trois pays à majorité musulmane contrairement à l’Afghanistan, l’Arabie saoudite ou encore la République Islamique d’Iran.

## Plusieurs types de voile islamique
Toutes les femmes musulmanes ne portent pas forcément le voile. Toutes celles qui en portent n'arborent pas le même type de voile en fonction de leur culture, de leur degré de religiosité et de leur goût. Cela va du simple foulard couvrant la tête mais gardant le visage visible, le hidjab, en passant par le niqab qui ne laisse que les yeux visibles, le tchadri voile porté par les femmes afghanes recouvrant l’intégralité du corps, jusqu'au tchador le voile porté par les femmes en Iran, qui ne cache pas le visage. 
La critique du port du foulard porte sur la conception de la place de la femme dans la société et sur le risque de prosélytisme dans des milieux réputés neutres, comme les écoles, la fonction publique ou les lieux accueillant de multiples confessions. Dans le cas de voiles plus importants se rajoutent les risques ou les gênes qu’entraîne ce voile pour l’activité elle-même. C’est le cas de la conduite d’une voiture, de l’accompagnement d’enfants lors d’une sortie ou de l’impossibilité de reconnaître l’identité d'une femme lors de la signature d'un contrat, d'un engagement ou d'un contrôle d’identité par exemple.
« Mais pourquoi nos femmes s'affublent-elles encore d'un voile pour se masquer le visage, et se détournent-elles à la vue d'un homme ? Cela est-il digne d'un peuple civilisé ? Camarades, nos femmes ne sont-elles pas des êtres humains, doués de raison comme nous ? Qu'elles montrent leur face sans crainte, et que leurs yeux n'aient pas peur de regarder le monde ! Une nation avide de progrès ne saurait ignorer la moitié de son peuple ! » - Mustafa Kemal Atatürk.

## Pays où l'islam est majoritaire
Le port du voile est obligatoire en public dans trois pays à majorité musulmane (Afghanistan, Arabie saoudite et Iran). 

### Algérie

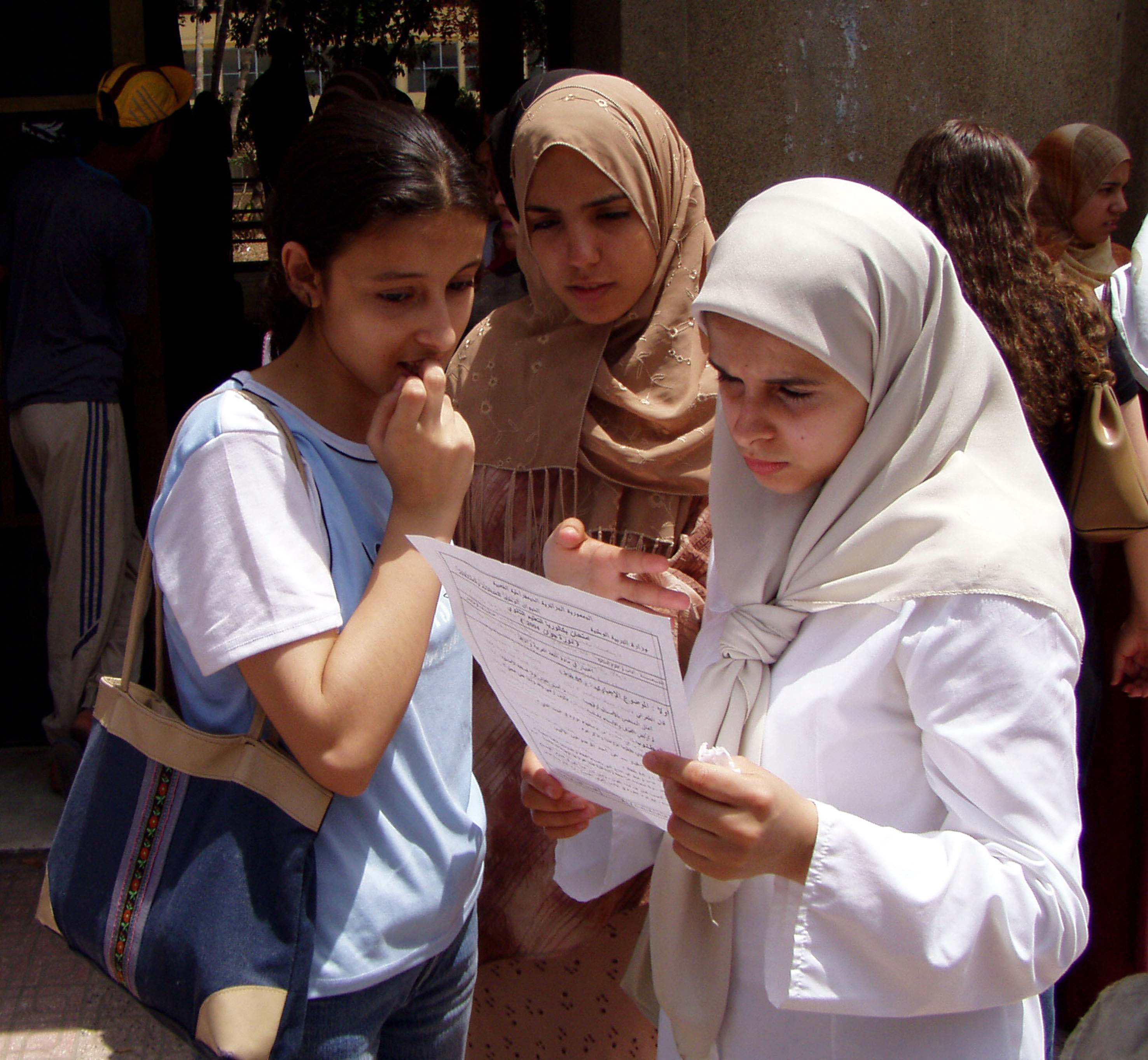
Lycéennes algériennes en 2011.

L'Algérie est un pays essentiellement musulman (98-99 % de la population,). Le FLN qui dirige le pays depuis son indépendance interdit cependant le port du voile islamique pour les policières et les fonctionnaires du ministère de l'Intérieur, ainsi que le niqab et le voile dissimulant le visage dans les établissements scolaires pour les élèves, ainsi que pour les médecins.
En 2017, un arrêté de la ministre de l'Éducation Nouria Benghabrit interdit le niqab et le voile intégral dans les établissements scolaires algériens.

### Afghanistan
Aujourd'hui, le nom du voile traditionnel porté par les femmes afghanes s'appelle le tchadri. Il est apparu à Kaboul au XIXe siècle parmi la classe aristocratique. Il servait à protéger l'anonymat des femmes de la haute classe qui à l'abri de ce voile pouvaient s'adonner à des activités qui autrement auraient attiré l'opprobre de la société de l'époque. Lorsqu'il a été délaissé par la haute classe, il a été adopté par les prostituées dans les quartiers devenus denses du centre du Kaboul. La classe moyenne de Kaboul a toujours méprisé les porteuses de tchadri, d'où la facilité avec laquelle les autorités ont pris certaines mesures contre ce type de voile. Un décret royal promulgué en 1959 par le roi Mohammad Zaher Shah rend le port du tchadri facultatif.
Pendant la période des dictatures communistes puis islamistes, à cause des reculs des libertés publiques, des droits individuels et des massacres systématiques des intellectuels, le sentiment d'insécurité et de non-droit a été tel que la plupart des femmes non voilées se sont exilées aux pays voisins sous l'abri de tchadri avant de gagner les pays occidentaux.
Avec les opérations militaires de l'Armée rouge, les femmes perdirent encore plus de droits. Les femmes de la campagne qui n'avaient jamais porté le tchadri, en s’exilant à Kaboul commencèrent à l'utiliser. Ces réfugiées, se devaient d'aller se débrouiller dans cette grande mégalopole. Elles portaient le tchadri pour aller travailler. Bien que selon la propagande communiste, les femmes avaient les mêmes droits qu'auparavant, la résistance des communistes provinciaux, de plus en plus majoritaires parmi eux, a fait en sorte que même les femmes des membres du parti communiste s'en sont munies. Les intellectuels français, par appui traditionnel aux partis « frères » communistes, font croire que les femmes durant cette période ont acquis une plus grande liberté vestimentaire, notamment dans les villes et dans les couches sociales qui n'avaient pas profité, par conservatisme, des libéralités du décret royal de 1959, lequel avait surtout avantagé les couches sociales aisées, diplomatiques, instruites. En réalité, les réfugiées de cette guerre, pour subvenir à leur besoin, à Kaboul comme dans les villes du Pakistan et d'Iran où elles s'étaient exilées, ont dû aller travailler hors de chez elles. Elles ont dû donc porter le tchadri. Plus la guerre continuait, plus la situation se détériorait et plus les femmes perdaient de droit, plus elles devaient se vêtir du tchadri dont l'industrie se transforma d'un commerce artisanal et déclinant en une industrie florissante à la fin de la dictature de Najib. « De février 1989 à septembre 2001, il n'y eut pas de lumière dans la nuit ! ».
L'arrivée au pouvoir des talibans en 1996 après les deux guerres qui déchirèrent le pays accentua la détérioration des droits des femmes. Le mollah Omar instaura un régime islamique totalitaire conseillé à partir de 1998, au plus tard, par celui qui allait devenir son plus proche confident, Oussama ben Laden. Les femmes furent particulièrement touchées par les pratiques fondamentalistes du régime. Le port du tchadri redevint obligatoire et maintes restrictions à leur liberté furent mises en place.
Des femmes comme Malalai Joya luttent pour la laïcité et la défense des droits fondamentaux des femmes (notamment le droit à l'éducation). La France est également préoccupée par la protection des droits des femmes afghanes.

### Arabie saoudite
Le port du voile n’est pas une obligation pour les invitées étrangères, cependant la police religieuse veille étroitement à ce que les femmes y résidant (y compris non musulmanes) portent le voile. Ainsi la Première dame américaine Laura Bush en 2007, la chancelière allemande Angela Merkel en 2010, la secrétaire d'État américaine Hillary Clinton en 2012 et la reine du Royaume-Uni[Laquelle ?], ne portaient pas de voile.
La Première dame américaine Michelle Obama, le 27 janvier 2015, à l’occasion d’une visite en Arabie saoudite destinée à adresser ses condoléances après la mort le 23 janvier 2015 du roi Abdallah, s'est présentée la tête découverte, de même que Condoleezza Rice, ex-Secrétaire d'État, et Nancy Pelosi, chef de file du Parti démocrate à la Chambre des représentants.
Cependant, c'est la tête nue de Michelle Obama qui a provoqué la plus vive polémique. De nombreux chefs d’État arabes[Lesquels ?] refusant de lui serrer la main.
En février 2016, c'est la princesse Mary de Danemark qui refuse de porter le voile en Arabie saoudite.

### Égypte
Huda Sharawi fut la « première féministe arabe  » à enlever son voile en public en 1923 au Caire. Le voile islamique est porté aujourd'hui par plus de 80 % des femmes égyptiennes[réf. souhaitée] bien que le pays soit dirigé par des régimes laïques depuis 1952. Au cours des années 1950, Nasser raconte publiquement un échange passé avec un responsable des Frères Musulmans d'Égypte : « (…) Monsieur, vous avez une fille à la faculté de médecine et elle ne porte pas le voile. Pourquoi ne l'obligez-vous pas à le porter ? Si vous n'arrivez pas à faire porter le voile à une seule fille qui de plus est la vôtre, comment voulez-vous que je le fasse porter à 10 millions de femmes Égyptiennes ? ». La Haute Cour constitutionnelle a été amenée à statuer sur la constitutionnalité de l'interdiction ou/et de la limitation du port du voile, partiel (hidjab) ou intégral (niqab). Ainsi, elle a statué sur la « constitutionnalité de l'arrêté 113/1994 (complété par l'arrêté 208/1994) du ministre de l'Éducation interdisant l'accès à l'école aux élèves portant le voile complet (niqâb) et soumettant le port d’un voile partiel (hijâb) à la demande écrite du tuteur légal (walî al-amr) de l'élève », considérant, dans son arrêt du 18 mai 1996, « qu’il n'existait pas de texte absolu dans son origine et sa signification réglementant en détail les vêtements que la femme doit porter et les parties de son corps qu'elle doit obligatoirement voiler ».
Mohammed Tantaoui, alors Grand Mufti de la Dar al-Ifta al-Misriyyah (en), célèbre centre de recherches islamiques créé en 1895, appuya alors l'interprétation de la Haute Cour, déclarant :
« Le niqab n'est pas une obligation religieuse (ibada (en)), mais une simple pratique coutumière (âda). »
Youssef al-Badri, un prédicateur musulman a lancé une fatwa le 17 décembre 2007 contre Naguib Sawiris, un milliardaire égyptien copte chrétien, indique le journal Jeune Afrique. Il lui reproche ses déclarations en faveur d’un État fortement séculier ou sur ses déclarations sur le port quasi généralisé du voile « sur un mode léger ou sarcastique ».
Une plage exclusivement réservée aux femmes a été créée en 2004.
En décembre 2009, l'université d'Ain Chams a interdit aux étudiantes le port du niqab (voile intégral cachant le visage) pendant les examens se déroulant en hiver. Un tribunal administratif au Caire a rendu un arrêt favorable à cette interdiction.

### Irak
À Bassorah, dans le sud de l’Irak, des miliciens chiites ont menacé de mort les jeunes chrétiennes qui ne porteraient pas le voile islamique.

### Iran

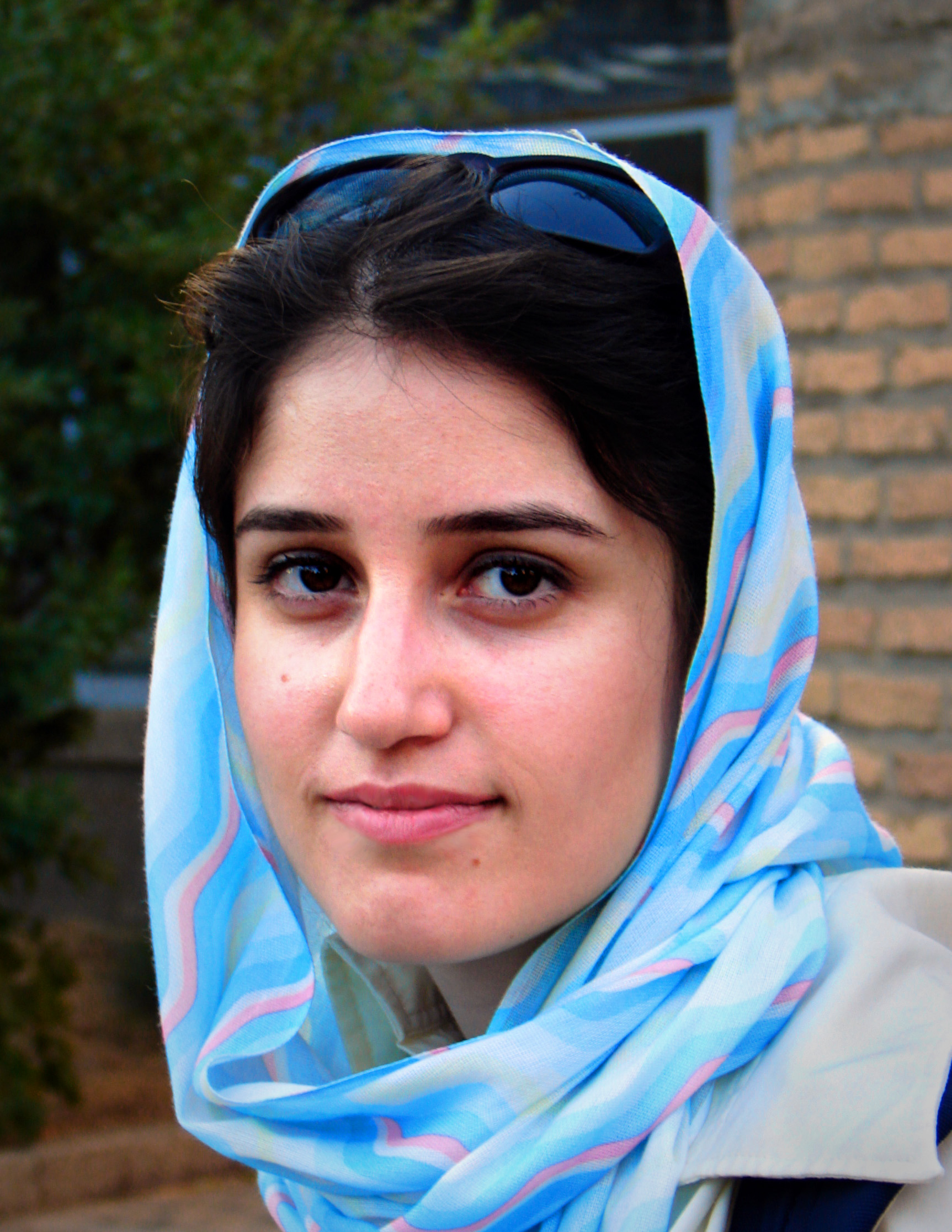
Style de voile typique porté par les Iraniennes

Le port du voile est obligatoire pour toutes les femmes, y compris les étrangères, les touristes et les non-musulmanes.
Le voile traditionnel porté par les femmes iraniennes s'appelle tchador. Il ne cache pas le visage. Il n'a pas toujours été porté au cours de l'histoire de l'Iran.
Depuis avril 2007, la police iranienne poursuit une vaste campagne, afin notamment de mieux faire respecter le port du voile islamique. Cette campagne s'est soldée par des centaines d'interpellations et des milliers d'avertissements aux filles et femmes mal voilées à travers l'Iran. Désormais, les policiers peuvent entrer dans les entreprises privées afin de contrôler le respect du port du voile islamique : sociétés commerciales, cafés, restaurants, cybercafés, etc. Le général Ahmad Reza Radan a déclaré vouloir agir « durement contre celles qui ne respectent pas la loi ».
Ainsi, en juin 2008, la police iranienne a fermé 32 boutiques de vêtements et salons de coiffure et stoppé des voitures et des piétons lors d'une vaste opération visant à forcer les femmes à respecter le strict code vestimentaire. Des mesures similaires ont été prises également en juillet 2010. En 2013, le nouveau président iranien Hassan Rohani demande à la police iranienne d’être plus indulgente en ce qui concerne le voile de certaines iraniennes qui laisse entrevoir une large partie des cheveux.
En mai 2014, Masih Alinejad, une journaliste d'origine iranienne vivant aujourd'hui à Londres, a créé sur Facebook le mouvement My Stealthy Freedom. En 2018 et 2019, des femmes manifestent publiquement contre le port du hijab, jugé par elles comme humiliant. En 2019, les habitants de Téhéran sont invités à dénoncer les femmes ne portant pas de voile au volant d'un véhicule.
En septembre 2022, la mort de Mahsa Amini survenue à la suite de son arrestation pour port non convenable du voile, avait engendré un mouvement de contestation de grande ampleur. À la suite de cet événement, en décembre 2022, la police des mœurs avait été dissoute. Néanmoins, le 16 juillet 2023, la police des mœurs iranienne a été rétablie. Elle officie dans le but de sanctionner les femmes qui ne portent pas le voile dans les lieux publics ou qui le porte de façon inconvenable,.

### Maroc
Au sein de l'armée royale du Maroc, le port du voile n'est pas autorisé au regard de l'égalité entre les sexes. Au Maroc, le voile reste un choix personnel. Aucune obligation de se couvrir la tête ou le visage. On le porte pour faire les prières.

### Palestine
Dans la bande de Gaza, le mouvement politique Hamas au pouvoir sur ce territoire depuis 2007 promulgue en 2008 une loi imposant la tenue islamique aux lycéennes, étudiantes ainsi qu'à l'ensemble des femmes travaillant au sein des administrations.

### Pakistan
Zilla Huma Usman, ministre des Affaires sociales du gouvernement provincial du Panjâb et alliée politique de l'ancien président pakistanais Pervez Musharraf, a été assassinée à Gujranwala le 20 février 2007.
Mme Usman, qui militait pour les droits des femmes, semble avoir été la victime d'un activiste islamiste ne supportant pas qu'elle puisse se promener tête nue ni que des femmes puissent exercer une activité politique.

### Soudan
La journaliste Loubna Ahmed al-Hussein condamnée pour avoir porté en public un pantalon a dû quitter clandestinement son pays avec un voile islamique intégral (le niqab). Elle vit désormais en France. C'est une des quinze ambassadrices chargées par le ministère de l'Immigration d'informer sur la loi interdisant le port du voile intégral dans l'espace public.

### Syrie
Bien que la Syrie soit un pays à majorité musulmane, le pays était dirigé par un régime séculier baasiste entre les années 1960 jusqu'en 2024. Selon une source française, 1 200 enseignantes portant le niqab auraient été exclues par le ministre de l'Éducation nationale en 2010. Cette décision aurait été prise à la suite « de plaintes déposées par des parents d'élèves du premier cycle d'enseignement qui y dénonçaient des abus de la part de ces enseignantes ».
Le ministre de l'enseignement supérieur syrien Ghiyath Barakat a déclaré le dimanche 18 juillet 2010 que les étudiantes syriennes n'auront plus le droit de porter de voile couvrant leur visage tel que le niqab à l'université. Les étudiantes qui violeraient ce décret seront exclues. Le ministre a indiqué que le port du niqab allait l'encontre des valeurs et les traditions des universités du pays.
Une comédienne, dans une série télévisée syrienne dénommée « Ma Malakat Aymanukum » (« ce que ta main droite possède » en arabe), réalisée par Najdat Anzour en 2010, souhaite enlever son voile. La série est diffusée dans tout le monde arabe par satellite. Cette attitude a soulevé de nombreux commentaires, la plupart négatifs. Certains souhaitent interdire sa programmation qu'il juge provocante, d'autres au contraire s'y déclarent « accros » car elle lève de nombreux tabous.

### Tunisie

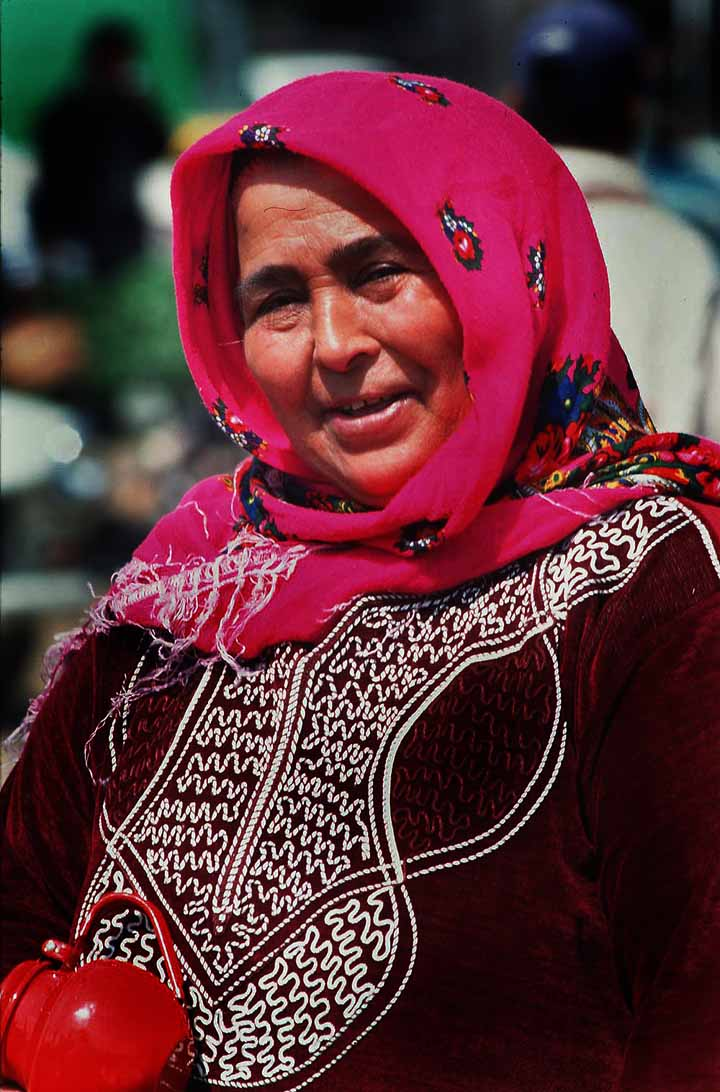
Une femme en Tunisie.

Dès 1989, une loi interdisait aux mouvements politiques de se réclamer d'une race, d'une religion ou d'une région. Dans le même temps, soucieux de désamorcer la critique de milieux religieux toujours influents, le gouvernement n'hésitait pas à promouvoir un islam officiel mais contrôlé, à travers notamment la nomination des imams, la vérification des prêches, et l'interdiction du port du voile dans les écoles et dans l'administration en général.

### Turquie
En avril 2010, une décision judiciaire reconnait aux premières dames turques le droit de porter le voile durant les cérémonies officielles.

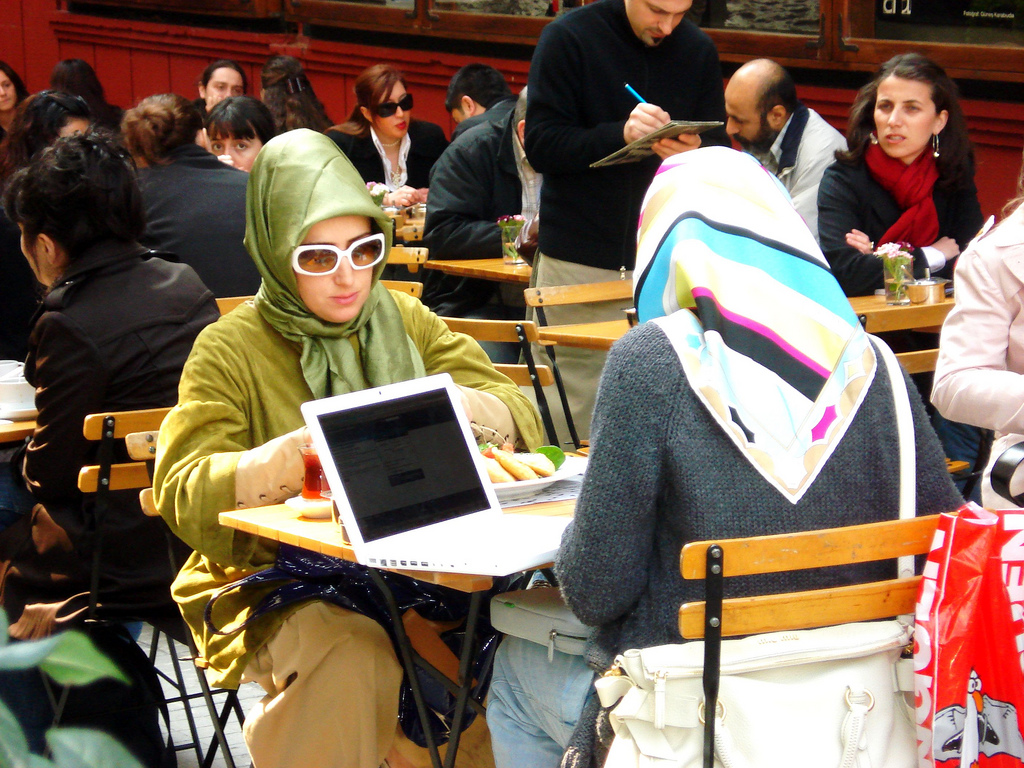
Le voile en Turquie.

Le port du voile a été interdit, non seulement dans les établissements scolaires et les administrations mais aussi officiellement pour les étudiantes dans les universités jusqu'en 2010, bien qu'il existait une certaine tolérance.
La Cour européenne des droits de l'homme a reconnu le 10 novembre 2005, la prohibition de certains codes vestimentaires pour protéger l'égalité entre les hommes et les femmes et prévenir les pressions qui pourraient s'exercer à l'encontre des jeunes filles qui refuseraient de se soumettre à ces prescriptions vestimentaires, notamment dans le cadre de l'affaire Leyla Şahin contre Turquie.
Un processus de levée de l'interdiction du port du voile s'est mise en place progressivement. À la rentrée en septembre 2010, elle est officialisée par une circulaire du Conseil de l'enseignement supérieure, les partis opposés à l'AKP n'y étant plus vraiment hostile. Depuis 2012, les discriminations à l'égard des femmes portant le voile sont sanctionnées par la justice, un professeur hostile à l'autorisation du port du voile étant par exemple condamné à de la prison ferme pour discrimination et violation de la vie privée d'une étudiante. Les femmes portant le foulard peuvent même accéder au poste de présidente d'université, à l'image d'Aïcha Jale Saraç. La levée de l'interdiction est assez bien acceptée dans ce pays ou 65 % des femmes portent le voile, les opposants n'y exprimant que des réserves (légère crainte de voir des étudiantes non voilées subir des pressions pour le porter dans certaines régions, et crainte de voir arriver des voiles intégraux). Début 2012, les élèves des écoles musulmanes étatiques et les avocates sont libres de porter le voile lorsqu'elles plaident devant les tribunaux.
À la fin de l'année 2013, l'interdiction du voile est levée dans toutes les écoles publiques, que ce soit pour les élèves ou les enseignants, car désormais, le port du voile est autorisé dans la fonction publique. Les députées peuvent elles aussi porter le voile, le hijab apparait aussi à la télévision publique, ou une présentatrice le porte pour présenter les informations.

## Situation dans les pays occidentaux

### Australie
La sénatrice Pauline Hanson, membre du parti nationaliste One Nation s'est présentée, en 2017, lors de la session des questions au Parlement, vêtue d’une burqa noire afin de demander l’interdiction du port ce vêtement religieux.

### Canada
Devant la contestation, le port du voile du visage (niqab) aux élections est interdit au Québec (23 mars 2007).
Le directeur général des élections du Québec a décidé d'interdire le vote à toute personne ayant le visage voilé lors des élections législatives, à la suite d'une polémique sur le port de la bourka ou du niqab (voile intégral) pendant le vote. « Toute personne qui se présente à un bureau de vote ou à la table de vérification de l'identité des électeurs doit avoir le visage découvert pour pouvoir exercer son droit de vote », a déclaré le directeur des élections du Québec (DGE), Marcel Blanchet. Ce dernier s'est prévalu d'une clause spéciale lui permettant de modifier la loi électorale en cas de risques de troubles lors d'un scrutin. Cette décision fait suite au tollé suscité par des reportages sur la possibilité offerte à une femme voilée de voter sans être identifiée de visu par le bureau des électeurs. Le bureau du directeur des élections a reçu de « nombreux courriels » laissant penser que la « sérénité » des élections législatives dans la province francophone était en péril, a expliqué M. Blanchet lors d'un point de presse.
Un père de famille musulman, Muhammed Pervez âgé de 57 ans, a été inculpé mercredi 12 décembre 2007 au Canada du meurtre de sa propre fille Aqsa âgée de seize ans, qui refusait, selon ses amis, de porter le voile islamique. Son frère, prénommé Warqas, est également accusé du meurtre prémédité de cette dernière.
Le ministère de l'Immigration du Québec est intervenu, en novembre 2009, pour expulser d'un cours de français une femme d'origine égyptienne qui refusait de dévoiler son visage en classe. Ce cours était destiné aux immigrés.
Le ministre fédéral des Transports a diligenté une enquête après la diffusion, sur Youtube, d'une vidéo montrant des femmes entièrement voilées monter à bord d'un avion sans se dévoiler.

### États-Unis
Compte tenu de l'histoire et de la culture du pays, toute limitation par la loi d'une pratique considérée comme religieuse est impensable. Barack Obama le rappelle notamment dans son discours au Caire du 4 juin 2009.
En 2010, une employée d'un restaurant Disneyland, en Californie, porte plainte pour discrimination, car elle n'est pas autorisée à porter librement son hijab. Elle a déposé plainte auprès de l'EEOC [U.S Equal Employment Opportunity Commission], agence chargée d'appliquer les lois contre la discrimination en milieu de travail aux États-Unis.

## Dans le reste du monde

### Chine (Xinjiang)
Dans l’ouest de la Chine, 90 % des habitants, de l’ethnie ouïghoure, sont musulmans. À la suite de violents attentats terroristes ayant fait plus d'une centaine de morts, revendiqués par des musulmans ouïghours, le Parti communiste chinois a pris en 2013, tout un train de mesures extrêmement sévères pour encadrer la pratique intégriste de l'islam. Les imams sont rémunérés par l'État mais en échange, ils doivent préparer leurs sermons avec des membres du Parti communiste ; les passages du Coran appelant au djihad sont notamment interdits. Tout manquement à cette règle est passible de 5 ans d'absence de salaire. Dans la rue, la barbe islamique est interdite. Dans ce même train de mesures, le voile islamique est interdit et les jeunes filles sont invitées à porter des minijupes ou des shorts. L'opération s'appelle « Objectif beauté ». Elle vise officiellement à inciter les femmes à « embrasser la culture moderne ». Officieusement le but du gouvernement est d'éradiquer l'islam radical.

### Afrique subsaharienne
En juin 2015, le Tchad proclame à la suite d'un attentat suicide qui avait fait 33 morts que « le port de la burqa doit cesser immédiatement à compter de ce jour, non seulement dans les lieux publics mais sur toute l’étendue du territoire ».
En juillet 2015, le Cameroun interdit le port du voile au nord du pays, puis une semaine plus tard à d'autres régions du pays à la suite également d'un attentat suicide.
En juillet aussi, le Gabon prend la même mesure.
En novembre 2015, la burqa et le niqab sont interdits sur l'ensemble du territoire sénégalais.